# Bolazec
Bolazec (bret. Bolazeg) – miejscowość i gmina we Francji, w regionie Bretania, w departamencie Finistère.
Według danych na rok 1990 gminę zamieszkiwały 243 osoby, a gęstość zaludnienia wynosiła 14 osób/km² (wśród 1269 gmin Bretanii Bolazec plasuje się na 972. miejscu pod względem liczby ludności, natomiast pod względem powierzchni na miejscu 586.).